# اوزن بیجه
اوزن بیجه، روستایی از توابع بخش گرمخان شهرستان بجنورد در استان خراسان شمالی ایران است.

## جمعیت
این روستا در دهستان گرمخان قرار دارد و براساس سرشماری مرکز آمار ایران در سال ۱۳۸۵، جمعیت آن ۲۹۷ نفر (۷۷خانوار) بوده‌است.

## زبان
مردم این روستا از کرد ها تشکیل شده اند که به زبان کردی حرف می زنند.